# Nipaecoccus rusticus
Nipaecoccus rusticus är en insektsart som först beskrevs av Hempel 1932.  Nipaecoccus rusticus ingår i släktet Nipaecoccus och familjen ullsköldlöss. Inga underarter finns listade i Catalogue of Life.